# Lepidogobius lepidus
Lepidogobius lepidus és una espècie de peix de la família dels gòbids i de l'ordre dels perciformes.

## Morfologia
- Els mascles poden assolir 10 cm de longitud total.[1][2]

## Reproducció
És ovípar.

## Hàbitat
És un peix marí, de clima subtropical i demersal que viu fins als 201 m de fondària.

## Distribució geogràfica
Es troba al Pacífic oriental: des del nord de la Colúmbia Britànica (el Canadà) fins al centre de la Baixa Califòrnia (Mèxic).

## Observacions
És inofensiu per als humans.